# Карлос Клайбер
Карлос Клайбер (на немски: Carlos Kleiber) (3 юли 1930, Берлин – 13 юли 2004, Словения) е диригент, роден в Германия, отраснал в Аржентина, гражданин на Австрия, сред най-известните на 20 век.

## Биография
Клайбер е роден като Карл Лудвиг Клайбер в Берлин, син е на австрийския диригент Ерих Клайбер и Рут Гудрих, американска еврейка. През 1940 семейство Клайбер емигрира в Буенос Айрес, след като Ерих Клайбер си подава оставката от своя пост в Берлинската Опера, като протест срещу политиките на Нацистката партия. Там името на Карл става Карлос. Като дете той е имал английска гувернантка, израства в английски пансион и по-късно учи в Цюрих. Той също композирал, пеел и свирил на пиано и тимпани. Макар че неговия баща забелязал музикалните способности на сина си, той го обезкуражавал от това да преследва музикална кариера: „Колко жалко, че момчето е музикално и талантливо“, пише баща му на свой приятел.
В крайна сметка Карлос Клайбер записва химия в Цюрих, но скоро решава да се посвети на музиката, като продължава музикалното си образование в Буенос Айрес. Той е корепетитор в театъра Гартнерплац в Мюнхен през 1952, и става капелмайстор в Потсдам през 1954. От 1958 до 1964 той е капелмайстор на Германската опера на Рейн в Дюселдорф и Дуисбург, и след това в Операта в Цюрих от 1964 до 1966. Между 1966 и 1973 той е първи капелмайстор в Щутгарт, неговата последна постоянна длъжност. През следващите години, той често дирижира в Баварската държавна опера в Мюнхен.
По-нататък по време на своята кариера на свободна практика, той дирижира само на определени събития.
На 21 юни 2010 година в Любляна, Виенската Филхармония с Рикардо Мути, отбелязаха 80 години от рождението на Карлос Клайбер.

## Влияние
Клайбер се оттегля от концертния живот в началото на 90-те на 20 век, като се появява само за частни концерти или благотворителни такива. На едно такова събитие в Инголщат, вместо обичайното заплащане получава ново Ауди, направено по негови спецификации. По мнението на мнозина от неговите колеги и слушатели, които са присъствали на педантично репетираните му изпълнения, при все това оставащи спонтанни и вдъхновяващи, този ексцентричен гений е вероятно най-големият диригент на своето поколение, независимо от рядкостта на неговите явявания на концерти.